# Рогатка довгорога
 Рогатка довгорога (Myoxocephalus octodecemspinosus) — вид скорпеноподібних риб родини Бабцеві (Cottidae). Вид зустрічається на північному заході Атлантичного океану від острова Ньюфаундленд до берегів штату Вірджинія. Це демерсальний вид, що мешкає в узбережних водах, на зиму мігрує у глибші води. Це активний хижак, що живиться дрібною рибою. Може поїдати рештки мертвої риби. Тіло завдовжки до 46 см. Риба живе до 11 років.